# El gat amb botes (pel·lícula de 1969)
El gat amb botes (長靴をはいた猫, Nagagutsu o Haita Neko) és una pel·lícula japonesa d'acció i comèdia musical de 1969 de Toei Animation dirigida per Kimio Yabuki. El guió i la lletra de les cançons, que van ser escrits per Hisashi Inōe i Morihisa Yamamoto, estan basats en el conte tradicional europeu El gat amb botes de Charles Perrault, ampliats amb els elements de capa i espasa d'Alexandre Dumas, aventures, comèdia de clatellades i animals antropomòrfics (kemono en japonès), a part del protagonista. La versió de Toei del gat amb botes es diu Pero, que ve de Perrault (tot i que en la versió catalana es diu simplement Botes).
El gat amb botes es va estrenar al Japó el 18 de març de 1969. La pel·lícula es coneix especialment perquè va proporcionar a Toei Animation la mascota i el logotip, i perquè va convocar els principals animadors importants de l'època: Yasuo Ōtsuka, Reiko Okuyama., Sadao Kikuchi, Yōichi Kotabe, Akemi Ōta, Hayao Miyazaki i Akira Daikubara, supervisats pel director d'animació Yasuji Mori. Van tenir força llibertat creativa i un suport adequat per crear seqüències virtuoses i distintives, el que el converteix en un exemple clau del model japonès de divisió del treball en animació pel qual els animadors són assignats per escena més que per personatge. La més famosa d'aquestes seqüències és una persecució a través dels ampits del castell animada en talls alternats per Ōtsuka i Miyazaki, que servirien de model per a seqüències similars en pel·lícules posteriors com el debut com a director de Miyazaki El castell de Cagliostro i La Haru al regne dels gats (2002). Miyazaki també és l'autor d'un manga adaptació promocional de la pel·lícula originalment serialitzat al Chūnichi Shimbun de la Sunday el 1969 i republicada el 1984 en un llibre sobre la realització de la pel·lícula. La pel·lícula es va tornar a estrenar 9 anys més tard el 22 de juliol de 1978 al Summer Toei Manga Matsuri.
Des que es va convertir en la mascota de Toei Animation, la cara d'en Botes es pot veure al logotip principal de l'empresa al començament o al final d'algunes de les pel·lícules animades de Toei, tant del Japó com d'alguns dels treballs subcontractats per a altres empreses. El 2016, es va revelar un nou logotip 3D amb en Botes per celebrar el 60è aniversari de la companyia. Des del 2019 s'utilitza el logotip 3D sense la marca del 60è aniversari i el lema de l'empresa. L'antic logotip s'utilitza actualment com a logotip d'impressió.

## Argument
En Botes és un gat amb botes que ha estat condemnat a mort per ajudar un ratolí. En la seva fugida del Clan dels Gats, coneix en Pere, un jove de bon cor, a qui els seus egoistes germans obliguen a anar-se'n de casa per quedar-se la seva herència. Junts surten a la recerca d'aventures. En el viatge es troben amb la princesa Rosa. Per ordre del rei, la princesa ha de casar-se amb l'home més ric i valent del món. En Pere, amb l'ajuda d'en Botes, es presenta a la cort com el Marquès de Carabàs per aconseguir la seva mà, però en Lucífer, que també la pretén, la segresta després que el rebutgi. En Pere, en Botes i un grup d'agraïts ratolins aniran al rescat de la princesa.

## Estrena
La pel·lícula es va estrenar als cinemes japonesos el 18 de març de 1969. A Catalunya es va estrenar originalment en català el 5 de gener de 1991 per televisió a TV3. Existeix un altre doblatge català publicat en VHS el 1994 que resumeix la pel·lícula en 23 minuts.

## Doblatge
| Personatge    | Japonès         | Doblatge de TV3       |
| ------------- | --------------- | --------------------- |
| Botes         | Susumu Ishikawa | Xavier de Llorens     |
| Pere          | Toshiko Fujita  | Belén Roca            |
| Princesa Rosa | Rumi Sakakibara |                       |
| Gat assassí A | Ado Mizumori    | Enric Isasi-Isasmendi |
| Gat assassí B | Kinya Aikawa    | Toni Sevilla          |
| Gat assassí C | Isamu Tanonaka  |                       |
| Rei Gat       | Kenji Utsumi    | Jordi Vila            |
| Ratolí        | Kazuo Kumakura  |                       |
| Ratolinet     | Yoko Mizugaki   |                       |
| Daniel        | Kenji Utsumi    | Pep Sais              |
| Raimon        | Shun Yashiro    | Maria Moscardó        |
| Lucífer       | Asao Koike      | Jordi Vilaseca        |
| Rei           | Keaton Masuda   | Enric Arquimbau       |

## Rebuda
La pel·lícula va ocupar la 58a posició d'una llista de les 150 millors pel·lícules i sèries d'animació de tots els temps feta pel Festival d'Animació Laputa de Tòquio a partir d'una enquesta internacional a personal d'animació i crítics el 2003.
Una reestrena de la pel·lícula el 1998 va obtenir uns ingressos de 200 milions de iens a la taquilla japonesa.

## Llegat

### Manga
Miyazaki va crear un manga promocional de 12 capítols que faria d'enllaç. Es va imprimir en color i es va publicar a l'edició dominical de Tokyo Shimbun, de gener a març de 1969. La sèrie es va publicar en forma de llibre de butxaca per Tokuma Shoten el febrer de 1984.

### Seqüeles
La primera seqüela es va estrenar l'any 1972 al Japó i es va titular El gat amb botes va a l'Oest (ながぐつ三銃士, Nagagutsu Sanjūshi), s'allunya de l'escenari de l'Europa Dumasiana de la primera pel·lícula per tornar-se un Western. A Catalunya es va estrenar en català el 26 de març de 1994 a TV3. El gat amb botes fuig de la ira del rei dels gats i busca fortuna al salvatge Oest. Pel camí ha d'esquivar la persecució dels pistolers del rei i fa amistat a la diligència amb Annie, una noia bonica, i Jimmy, un noi d'ulls ensopits i moviments lents. Al final del viatge, Annie es troba amb males notícies: el seu pare ha mort a mans d'un personatge malvat.
La segona seqüela es va estrenar l'any 1976 al Japó amb el títol de La volta al món del gat amb botes (長靴をはいた猫 80日間世界一周, Nagagutsu o Haita Neko: Hachijū Nichi-kan Sekaiisshū). A Catalunya es va estrenar en català el 20 de març de 1993 a TV3. El Gat amb Botes aposta amb el potentat Gourmont que farà la volta al món en vuitanta dies i si ho aconsegueix guanyarà les propietats de Gourmont. Amb aquesta intenció, es posa en marxa acompanyat dels seus amics, l'hipopòtam Carter i dos ratolins. El potentat encarrega al llop Galigari que posi tots els entrebancs i que faci servir tots els mitjans per fer fracassar l'agosarat projecte del protagonista.

### Videojoc
Un videojoc, Nagagutsu o Haita Neko: Sekai Isshū 80 Nichi Dai Bōken, basat en la tercera pel·lícula va sortir a la venda per a la Famicom al Japó i més tard va arribar fora del Japó per a la Nintendo Entertainment System. El joc i la seva trama es van utilitzar com a argument en un episodi de Captain N: The Game Master, titulat "Once Upon A Time Machine", que tenen redissenys d'en Botes i els dos dolents de la pel·lícula, el Comte Gourmont i el Dr. Garigari. Garigari havia aparegut una dècada abans el 1965 d'antagonista a la sèrie de televisió animada Hustle Punch de Toei i es va reciclar per utilitzar-lo en aquesta pel·lícula.

### Curtmetratge
El 2018, Toei va produir un curtmetratge de sis minuts, titulat Dream, sobre un nen que somia balenes. En Botes hi fa acte de presència; tanmateix, per coincidir amb l'estil d'animació del curt, en Botes té uns ulls petits i negres.